# 苏加拉穆尔迪
苏加拉穆尔迪（西班牙語：Zugarramurdi）是西班牙纳瓦拉的一个市镇。总面积6平方公里，总人口245人（2001年），人口密度41人/平方公里。